# Língua toda
Toda é uma língua dravídica, que é notável por suas muitas consoantes fricativas e vibrantes. É falada pelo povo Toda, uma população de mais de mil pessoas que vivem nos montes Nilgiri do sul da Índia. É uma derivação da antiga língua canaresa.

## Fonologia

### Vogais
Para uma língua dravídica, os dezesseis vogais da língua Toda são um número invulgarmente grande. Existem oito qualidades vogais, cada uma das quais pode ocorrer longa ou curta. Há pouca diferença na qualidade entre os vogais longas e curtas, exceto para  / e /, que ocorre como  [e] quando curto e como  [æː] quando longo.
|                 | Anterior    | Anterior        | Central     | Central         | Posterior   | Posterior |
| não arredondada | arredondada | não arredondada | arredondada | não arredondada | arredondada |           |
| --------------- | ----------- | --------------- | ----------- | --------------- | ----------- | --------- |
| Fechada         | i           | y               | ɨ           |                 |             | u         |
| Medial          | e           |                 |             | ɵ               |             | o         |
| Aberta          | æː          |                 |             |                 | ɑ           |           |

### Consoantes
Toda tem um número extraordinariamente grande de fricativas e vibrantes. Seus sete locais de articulação são maiores do que em qualquer língua dravídica. As laterais tenuis não sonoras são verdadeiras fricativas e aproximaentes não surdas; a fricativa lateral retroflexa surda] é altamente incomum entre as demais línguas do mundo.
As fricativas surdas são alofones quando entre vogais em Toda. Há também as fricativas invariavelmente expressas  / ʒ, ʐ, ɣ /, embora a última seja marginal. As nasais e  / r̠, ɽ͡r, j / são alofonicamente total ou parcialmente não sonorass na posição final ou junto a consoantes não sonoras.
|                   |                   | Labial | Denti-alveolar | Denti-alveolar | Apical -Alveolar | Apical -Alveolar | Apical post-alveolar | Apical post-alveolar | Palato-post-alveolar laminal | Retroflex | Retroflex | Palatal | Velar |
| plana             | sibilante         | Labial | plana          | palatizada     | plana            | palatizada       | plana                | palatizada           | Palato-post-alveolar laminal |           |           | Palatal | Velar |
| ----------------- | ----------------- | ------ | -------------- | -------------- | ---------------- | ---------------- | -------------------- | -------------------- | ---------------------------- | --------- | --------- | ------- | ----- |
| Nasal             | Nasal             | m      |                |                |                  |                  | n̠                    |                      |                              | ɳ         |           |         |       |
| Plosiva/ Africada | tenuis            | p      | t̪              | ts̪             |                  |                  | t̠                    |                      | t̻ʃ                           | ʈ         |           |         | k     |
| Plosiva/ Africada | sonora            | b      | d̪              | dz̪             |                  |                  | d̠                    |                      | d̻ʒ                           | ɖ         |           |         | ɡ     |
| Fricativa         | tenuis            | f      | θ              | s̪              |                  |                  | s̠                    |                      | ʃ                            | ʂ         |           |         | x     |
| Fricativa         | sonora            |        |                |                |                  |                  |                      |                      | ʒ                            | ʐ         |           |         | (ɣ)   |
| Fricativa         | Lateral fricativa |        | ɬ̪              |                |                  |                  |                      |                      |                              | ɭ̊˔        |           |         |       |
| Aproximante       | Aproximante       |        | l̪              |                |                  |                  |                      |                      |                              | ɭ         |           | j       | w     |
| Vibrantel         | Vibrantel         |        |                |                | r̘                | r̘ʲ               | r̠                    | r̠ʲ                   |                              | ɽ͡r        | ɽ͡rʲ       |         |       |

Todos estes Consoantes podem ocorrer em posição medial e final. No entanto, apenas um conjunto restrito ocorre inicialmente. Estes são  / p, t, k, f, s, m, n, r, l, j, w /, em negrito acima.
Ao contrário dos outras consoantes dentais, /θ/ é interdental. Da mesma forma, /f/ é labiodental enquanto os outras labiais são bilabiais.
Os Consoantes Apicais são alveolares ou epiteliais. O recurso real que distingue /r̘/ e /r̠/ é incerto. Ambas têm o mesmo lugar primário de articulação. Spajić e outros descobriram que o rótico que pode ocorrer inicialmente (erroneamente chamado de "dental" na literatura anterior, talvez porque as coronais dravidianas tendem a ser dentais por padrão) tem uma articulação secundária, que eles identificaram por tentativa, como algo utilizando a  língua conjuntamente até que análisess possam ser feitas. Essa análise é assumida na transcrição /r̘/.
Outra diferença entre ela é que /r̘/ é o menos fortemente vibrante, ocorrendo mais freqüentemente com um único contato da língua. No entanto, ao contrário de uma vibrante simples, vários contatos são normais, se menos comuns, e /r̘/ é facilmente distinguível dde outras vibrantes quando todos são produzidos com o mesmo número de contatos.
As Consoantes retroflexas são sub-apicais. A retroflex /ɽ͡r/ é mais fortemente vibrante do que as outras róticas. No entanto, não é puramente retroflexa. Embora a língua comece em posição retroflexa sub-apical, a vibração envolve a ponta da língua, e isso faz com que ela se mova para frente em direção à crista alveolar. Isso significa que o trecho retroflexo dá uma coloração retroflexa à vogal precedente, da mesma forma que outras retroflexas, mas que a vibração em si não é muito diferente das demais vibrantes.
[E. E. Speight]] que estava compilando uma gramática da línguaToda no período antes de sua morte

### Eliminação doxevá
O xevá /ə/ (e curto) entre consoantes em palavras de origem francesa desaparece em Michif. Exemplos:
| Francês | Michif | Português |
| ------- | ------ | --------- |
| chemin  | shmen  | 'caminho' |
| cheveux | zhveu  | 'cabelo'  |
| petit   | pchi   | 'pequeno' |
| cheval  | zhwal  | 'cavalo'  |

### Consoante de liaison
Em francês, a chamada liaison é usado para preencher a lacuna sonora entre os sons de vogais do fim de uma palavra com a inicial de outral. Esse processo não ocorre em Michif, embora alguns remanescentes sejam evidentes. Para muitos substantivos, as consoantes de ligação tornam-se integradas no próprio substantivo.
| Francês | Michif  | Português |
| ------- | ------- | --------- |
| arbre   | zarbr   | 'árvora'  |
| étoile  | zetwel  | 'estrela' |
| oeuf    | zoeuf   | 'ovo'     |
| os      | zo      | 'osso'    |
| oignons | zawyoun | 'cebola'  |

### Palatalização
A oclusiva alveolar sonora / d / em palavras de origem francesa é palatalizado para / dʒ / em Michif, como no fracnês acadiana. Isso pode ocorrer inicialmente em palavras ou internamente em palavras.
| Francês  | Michif   | Português  |
| -------- | -------- | ---------- |
| dix      | jis      | 'dez'      |
| diable   | jiab     | 'diabo'    |
| dieu     | Bon Jeu  | 'Deus'     |
| mardi    | marji    | '3ª feira' |
| radis    | rawjee   | 'rabanete' |
| diner    | jinee    | 'jantar'   |
| dimanche | jimawnsh | 'domingo'  |